# Rally de los Pirineos
El Rally de los Pirineos fue una prueba de rally que se disputó anualmente desde 1954 organizada por el Peña Motorista Barcelona y con la colaboración de la escudería francesa el Automobile Club du Rousillon. Fue puntuable para el Campeonato de Cataluña de rally, el Campeonato de España de Rally e incluso para el Campeonato de Francia de Rally. La prueba transcurría por diferentes provincias del norte de España principalmente de Cataluña, Aragón y País Vasco y localidades del sur de Francia como Perpiñán visitando entremedias diferentes puertos de montaña de los Pirineos como el Col de Portet-d'Aspet, Col du Tourmalet o Col d'Aubisque. La carrera era doble ya que se celebraba al mismo tiempo el Trofeo Internacional de los Pirineos destinado a motocicletas y el Rally de los Pirineos.
En 1960 el RACC organizó también con el Automobile Club du Rousillon una prueba que se desarrollaba entre Perpiñán y Barcelona: el Rally de las Dos Cataluñas. 

## Historia
La primera edición se llevó a cabo entre los días 24 y 25 de septiembre de 1954 y contó con una lista de inscritos de hasta 132 equipos. Entre los automóviles destacaban varios Pegaso y también Porsche, Lancia, Austin-Healey, Alfa Romeo, Jaguar o Mercedes. Entre las motos se encontraban varias Lube, Montesa, OSSA, Vespa y Sanglas. La salida se efectuó en Perpiñán a las 7:30 de la mañana y los participantes realizaron un recorrido de 1.300 km que bordeaba la cordillera pirenaica por territorio francés hasta llegar a San Sebastián y de ahí se dirigían a Barcelona. Se produjeron varios abandonos de última hora en la categoría de automóviles Sport por proximidad en el tiempo con otra carrera en Montjuich, por lo que fueron sesenta y cuatro motos y veintiocho coches los que finalmente tomaron la salida. El itinerario completo transcurría por: Perpiñán, Font-Romeu-Odeillo-Via, Tarascon-sur-Ariège, Saint Girons, Col de Portet-d'Aspet, Bagneres de Luchon, Arreau, Col du Tourmalet, Luz, Argelés, Gaszost, Col d'Aubisque, Eaux-Bonnes, Oloron-Sainte-Marie, Mauleon, Saint-Jean Pied de Port, Irún, San Sebastián, Pamplona, Jaca, Sabiñánigo, Huesca, Lérida, Montblanch, Villafranca y Barcelona. En la ciudad condal se realizó como cierre final una prueba de aceleración y frenado frente al Palacio Real de Pedralbes incluida en el programa de las fiestas de la Merced. El primer motociclista en llegar a San Sebastián fue Rafael Robleda con una Aleu y el siguiente Manuel Bultó con una Montesa. Hasta veinte motos abandonaron en esta primera parte de la carrera. Entre los coches el primero en alcanzar la ciudad vasca fue el Conde de Godó a los mandos de un Peugeot muy seguido de Gerardo de Andrés que conducía un Lancia y de Juan José Giró con un Simca. En Montblanch y el collado de Lilla se realizó una prueba de regularidad y posteriormente llegaron a Barcelona donde y frente a un numeroso público se disputó la prueba final y la posterior concentración en el Campo del Real Polo Club. La clasificación final dio por ganador al catalán de origen germano Kurt Jaime Bähr que conducía un Simca y en la categoría de motos a Conrado Candirat sobre una OSSA.
Al año siguiente la prueba no pudo celebrarse ya que las autoridades francesas no concedieron los permisos oportunos debido al grave accidente ocurrido en el mes de junio en las 24 Horas de Le Mans.
La segunda edición se llevó a cabo del 21 al 24 de septiembre y contó con el apoyo de varias escuderías, entre ellas el RACE, ya que el recorrido contaba esta vez con varias ciudades como punto de salida: Barcelona, Madrid, Montpellier, Perpiñán y Toulouse. Era además puntuable para el campeonato de Francia, Cataluña y la Challenge Kleber-Colombes. Tras el inicio los participantes se reunirían en San Sebastián y de ahí ya de manera conjunta continuarían por Navarra y llegarían a la localidad francesa de Cauterets. Al día siguiente seguirían por Perpiñán donde disputarían primeramente un eslalon y entre las dos y las cinco de la tarde finalizarían en Barcelona de nuevo en frente del Palacio de Pedralbes donde realizarían un segundo eslalon. En total tendrían que completar unos 1700 km. Unos ciento veinte equipos de cinco nacionales diferentes se inscribieron eligiendo la mayoría la ciudad barcelonesa como punto de partida. Contó con el apoyo de La Vanguardia Española y del Ayuntamiento de Barcelona que la incluyó de nuevo en el programa de las fiestas de la Merced. En el primer día de carrera se produjeron las primeras bajas incluyendo a varios equipos franceses por motivos sociopolíticos (justificados por la complicada situación en el norte de África en ese momento). En la subida a Jaizquíbel, en el País Vasco, muchos pilotos sumaron puntos de penalización a pesar de realizar una buena actuación por la norma que castiga a los vehículos en función de su categoría y clase. Los más rápidos en este monte fueron Gerardo de Andrés con un Mercedes-Benz 300 SL y Miguel Soler con un Jaguar XK120. La llegada a Cauterets de los cuarenta y cuatro vehículos todavía en carrera se produjo con hasta cinco equipos empatados a puntos en el primer puesto de la clasificación general. La siguiente jornada completaba los 484 km que restaba hasta Perpiñán si bien, no se pudo realizar la subida al Col de Chioula al no contar con los permisos pertinentes de las autoridades francesas. Se sumaron nuevos abandonos y algún accidente de consideración sin daños personales y en cabeza de carrera se mantenían cuatro equipos empatados a cero puntos: dos españoles, uno suizo y otro francés. Uno de los españoles era la pareja formada por Gerardo de Andrés y Jaime Milans del Bosch y el segundo el de Salvador Fábregas y Juan Fernández con un Alfa-Romeo Giulietta. El vencedor resultaría de la última etapa conformada por 335 km entre Perpiñán a Barcelona.
En 1957 la prueba entró en el calendario del recién creado Campeonato de España de Rally con fecha del 28 de septiembre al 1 de octubre pero unos días antes el 25 de septiembre la federación española envió una nota a la prensa donde comunicaba la decisión de suspender todas las pruebas nacionales de automóviles, en gran parte por el bajo número de inscritos. Por esta razón el rally de los Pirineos no se pudo llevar a cabo.
La quinta edición se programó para los días 29, 30 de abril y 1 de mayo siendo puntuable para el campeonato de Cataluña de regularidad. Por problemas ajenos a la organización el Trofeo de los Pirineos tuvo que aplazarse y el rally sufrió modificaciones en el itinerario. El primer participante salió a las seis de la mañana del domingo día 30 desde la ciudad de Jaca. Desde ahí continuó por Huesca, Barbastro, Tamarite de Litera, Balaguer, Puebla de Segur, Balaguer, Artesa, Basella, Solsona, Suria, Berga, San Quirico de Besora, Tona, La Garriga, Mollet y finalmente Barcelona cubriendo un total de 670 km. Entremedias, se disputaron tramos especiales cerradas al tráfico rodado y una parada de una hora en Puebla de Segur. Los inscritos eran en su mayoría con vehículos de fabricación nacional y divididos en las categorías de turismo de serie, mejorados y especiales. De los veintisiete inscritos tan solo diecisiete lograron llegar a la ciudad condal, por la dureza del trazado a pesar de no visitar puertos de montaña. El equipo vencedor fue la pareja formada por Jaime Martínez Císter y Alberto Puig Gabarró a bordo de un Porsche. Segundos fueron Juan Fernández y Juan Grifoll con BMW y terceros «Foca» y Jorge Sirera con un Renault.

## Palmarés
| Año  | Edición                                  | Piloto                   | Copiloto       | Automóvil            | Series                    |
| ---- | ---------------------------------------- | ------------------------ | -------------- | -------------------- | ------------------------- |
| 1954 | 1.º Rallye Internacional de los Pirineos | Kurt Jaime Bähr          | Bandera de ?   | Simca                |                           |
| 1955 | 2.º Rally de los Pirineos                | Suspendido               | Suspendido     | Suspendido           |                           |
| 1956 | 2.º Rallye Internacional de los Pirineos | Salvador Fábregas        | Juan Fernández | Alfa Romeo Giulietta | Francia                   |
| 1957 | 3.º Rally de los Pirineos                | Suspendido               | Suspendido     | Suspendido           | España                    |
| 1958 | 3.º Rally Internacional de los Pirineos  | Leopoldo Pérez Villaamil | Bandera de ?   | Alfa Romeo Giulietta | ERC, España, Cataluña     |
| 1959 | 4.º Rally de los Pirineos                | Suspendido               | Suspendido     | Suspendido           | Francia, España, Cataluña |
| 1960 | 4.º Rally de los Pirineos                | Juan Fernández           | Francisco Anet | Renault Dauphine     | España, Cataluña          |
| 1961 | 5.º Rally de los Pirineos                | Jaime Martínez           | Alberto Puig   | Porsche 356 S90      | Cataluña                  |
| 1963 | Rally Pirineos                           | Jaime Balet              | Bandera de ?   | Dauphine             |                           |